# Treni armati della Regia Marina
I treni armati della Regia Marina furono utilizzati sia durante la prima sia durante la seconda guerra mondiale, essenzialmente per la difesa costiera e dei porti.

## Prima guerra mondiale
La Regia Marina durante la prima guerra mondiale attivò una serie di treni armati, equipaggiati con cannoni navali di piccolo e medio calibro per operare sulla linea ferroviaria adriatica. Furono allestiti nel 1915 dalla Direzione di Artiglieria ed Armamenti del Regio arsenale marittimo di La Spezia, che per realizzare i carri di servizio e quelli dei pezzi di piccolo calibro, dei cannoni antiaerei e delle mitragliatrici utilizzava carri pianale tipo POZ delle Ferrovie dello Stato modificati e rinforzati; i carri dei pezzi da 152 mm invece erano costruiti direttamente in arsenale. I treni non erano blindati ed erano serviti da personale della Regia Marina alle armi e da personale delle Ferrovie dello Stato militarizzato alla manovra.
I pezzi da 152/40, incavalcati su affusti a piattaforma scudati tipo "Ammiragliato" con alzo fino a 28° e brandeggio su 360°, erano inchiavardati singolarmente sui carri tipo Poz. Lo stesso tipo di carro portava invece due cannoni da 120/45 su affusto a piedistallo scudati. I pezzi antiaerei da 76/40 Mod. 1916 R.M. erano invece privi di scudatura. I pianali Poz dei pezzi erano dotati di quattro martinetti manuali che alla messa in batteria venivano abbassati sulla massicciata.
I T.A. erano riuniti in un circuito telegrafico militare diretto. Ogni treno era munito di una cassetta telegrafica da campo e di un apparecchio telefonico, che con apposita asta potevano inserirsi nel circuito telegrafico e così comunicare con gli altri treni, le stazioni ed i posti di osservazione.
A ciascun convoglio era assegnato un settore di copertura di circa 60 km di litorale ed esso stazionava solitamente in una stazione o in galleria nella zona centrale del settore, in modo da poter raggiungere la zona d'intervento nel minor tempo possibile. Se la sede non era centrale, poiché gli attacchi navali si concentravano nelle ore del mattino, nelle ore dell'alba il treno si portava in agguato al centro della zona di sorveglianza, in modo da non dover coprire più di 30 km, che alle velocità del tempo erano percorsi in circa 25 minuti. Per ridurre i tempi d'intervento, durante la guerra fu decretato il blocco della circolazione per 40 minuti dall'alba, in modo da avere sempre un binario libero sul quale il treno, ogni mattina, si poneva con le caldaie in pressione, pronto a partire.

### Organizzazione
La Direzione del servizio treni armati era ad Ancona, difesa stabilmente dai pezzi da 120 mm del T.A. VII. Essa dipendeva dal Comando in capo del dipartimento marittimo dell'Alto Adriatico di Venezia. Il servizio assicurava la difesa mobile della costa adriatica da Ravenna a Bari, in particolare nelle zone più esposte agli attacchi austro-ungarici tra Ravenna e Termoli e tra Barletta e Bari.
Durante il conflitto vennero formati 12 convogli, denominati dalle sigle da T.A. I a T.A. XII. I treni armati operavano in convogli di due treni, uno operativo ed uno logistico, che durante gli spostamenti non operativi viaggiavano uniti. A seconda dell'armamento imbarcato si distinguevano tre tipi di convoglio.
Il treno armato era trainato da due locomotive FS 290 o 875, una alla testa ed una in coda. Era costituito di norma da 3 a 5 carri dotati di cannoni, da 2 a 4 carri portamunizioni e da un carro comando. Il treno logistico era invece formato da una carrozza adibita ad alloggio degli ufficiali e sottufficiali, due carrozze alloggio per la truppa, un carro cucina ed officina ed un carro adibito a deposito materiali.

#### T.A. di tipo 1
- treno operativo di linea[3]

| Materiale rotabile       | Numero | Funzione                                       |
| ------------------------ | ------ | ---------------------------------------------- |
| FS 290 o 875             | 2      | locomotive di testa e di coda                  |
| carro tipo Po modificato | 1      | carro comando e direzione tiro                 |
| carro tipo Poz           | 1      | carro antiaereo: 2 × 76/40                     |
| carro tipo F             | 1      | carro santabarbara                             |
| carro tipo Poz           | 4      | carro antinave: 1 × 152/40 + 64 colpi completi |
| carro tipo F             | 1      | carro santabarbara                             |

- treno logistico[3]

| Materiale rotabile   | Numero | Funzione                                               |
| -------------------- | ------ | ------------------------------------------------------ |
| FS 290 o 875         | 1      | locomotiva                                             |
| carro tipo F1 1908   | 1      | carro cucina e cambusa                                 |
| carro tipo F         | 2      | carri deposito ricambi, officina ed alloggio personale |
| carro tipo ABz 1910  | 1      | carro alloggio ufficiali e personale                   |
| carro tipo DPz 88000 | 1      | carro alloggio truppa                                  |
| carro tipo F         | 2      | carro deposito munizioni                               |

Organico del T.A. tipo 1: 

Treno armato di tipo 1 durante la prima guerra mondiale. In primo piano il carro comando, seguito dai pezzi da 76 mm e da quelli da 152 mm.

- treno operativo: 2 locomotive e 8 carri;
- treno logistico: 1 locomotiva e 8 carri;
- personale: 5 ufficiali, 14 sottufficiali e 70 marinai.

#### T.A. di tipo 2
- treno operativo di linea[4]

| Materiale rotabile       | Numero | Funzione                                                                                     |
| ------------------------ | ------ | -------------------------------------------------------------------------------------------- |
| FS 290 o 875             | 2      | locomotive di testa e di coda                                                                |
| carro tipo Po modificato | 1      | carro comando e direzione tiro                                                               |
| carro tipo Poz           | 2      | carro antinave: 2 × 120/45                                                                   |
| carro tipo Poz           | 2      | carro antiaerei: 2 × 76/40 + 2 × mitragliatrici Colt-Browning da 6,5 mm su affusto antiaereo |
| carro tipo F             | 2      | carro santabarbara                                                                           |

- treno logistico[5]

| Materiale rotabile | Numero | Funzione                                               |
| ------------------ | ------ | ------------------------------------------------------ |
| FS 290 o 875       | 1      | locomotiva                                             |
| carro tipo FF      | 1      | carro deposito ricambi, officina ed alloggio personale |
| carro tipo F       | 2      | carro deposito munizioni                               |
| carro tipo F1      | 1      | carro cucina e cambusa                                 |
| carro tipo ABz     | 1      | carro alloggio ufficiali e personale                   |

Organico del T.A. tipo 2: 
- treno operativo: 2 locomotive e 7 carri;
- treno logistico: 1 locomotiva e 5 carri;
- personale: 5 ufficiali, 10 sottufficiali e 50 marinai.

#### T.A. di tipo 3
- treno operativo di linea[6]

| Materiale rotabile       | Numero | Funzione                                                                                     |
| ------------------------ | ------ | -------------------------------------------------------------------------------------------- |
| FS 290 o 875             | 2      | locomotive di testa e di coda                                                                |
| carro tipo Po modificato | 1      | carro comando e direzione tiro                                                               |
| carro tipo Poz           | 4      | carro antiaerei: 2 × 76/40 + 2 × mitragliatrici Colt-Browning da 6,5 mm su affusto antiaereo |
| carro tipo FF            | 1      | carro officina                                                                               |
| carro tipo F             | 2      | carro santabarbara                                                                           |

- treno logistico[6]

| Materiale rotabile | Numero | Funzione                           |
| ------------------ | ------ | ---------------------------------- |
| FS 290 o 875       | 1      | locomotiva                         |
| carro tipo F1      | 1      | carro cucina e cambusa             |
| carro tipo FF      | 1      | carro deposito ricambi ed officina |
| carro tipo Cz      | 1      | carro alloggio personale           |
| carro tipo DPz     | 1      | carro alloggio marinai             |
| carro tipo F       | 2      | carro deposito munizioni           |

Organico del T.A. tipo 3: 
- treno operativo: 2 locomotive e 8 carri;
- treno logistico: 1 locomotiva e 6 carri;
- personale: 5 ufficiali, 10 sottufficiali e 60 marinai.

### Azioni belliche
Il 3 febbraio 1916 l'incrociatore corazzato SMS Sankt Georg guidò una squadra della k.u.k. Kriegsmarine formata da tre cacciatorpediniere e due torpediniere che bombardò Ortona e San Vito Chietino; la squadra venne affrontata da un treno armato della Regia Marina munito di pezzi da 152/40, che con il suo fuoco di controbatteria costrinse le navi ad interrompere l'azione.
Il 15 febbraio un T.A. intervenne a difesa di Rimini bombardata da idrovolanti austriaci, un altro il 23 giugno mise in fuga due cacciatorpediniere che avevano cannoneggiato Grottammare e il 27 luglio un treno armato contrastò gli aerei che bombardavano Bari, Molfetta e Otranto. Il 5 novembre colpirono due cacciatorpediniere dei tre che avevano attaccato Sant'Elpidio a Mare. L'ultima azione che coinvolse i T.A. nella Grande Guerra si svolse il 28 novembre 1917, quando due T.A. misero in fuga alcune motosiluranti e un cacciatorpediniere classe Tátra che stavano cannoneggiando Rimini, Cesenatico, Marotta e Senigallia.

## Seconda guerra mondiale

Carro tipo Poz con cannone da 120 scudato tra le due casematte. A sinistra parzialmente visibile il telemetro sul carro comando e direzione tiro.

I risultati del servizio treni armati furono ottimi, tanto che nel dopoguerra l'organizzazione fu mantenuta e potenziata, estendendola a tutte le linee ferroviarie costiere. Venne sperimentato un nuovo carro con torre scudata da 152 mm con riservetta corazzata da 64 colpi, rimasto allo stato prototipico; il carro da 152 mm rimase quindi immutato rispetto alla Grande Guerra, con una intelaiatura che permetteva di coprire con teloni tutto il carro. Per il pezzo da 120 mm fu invece allestito un nuovo tipo di carro: sul pianale tipo Poz veniva installata centralmente una singola torre blindata per il pezzo; le sezioni anteriore e posteriore del pianale erano occupate invece da due casematte, che fungevano una da riservetta munizioni ed una da locale per i serventi del pezzo. Sui carri antiaerei, in installazione aperta erano montati su piedistallo tre cannoni 102/35 Mod. 1914, due da 76/40, due mitragliere Scotti-Isotta-Fraschini 20/70 o Breda Mod. 31 da 13,2 mm. I pianali Poz dei pezzi erano dotati di quattro martinetti manuali che alla messa in batteria venivano abbassati sulla massicciata.
Il tiro era diretto dal carro comando dotato di tavolo previsore, che integrava i dati della torretta telemetrica di bordo con quelli forniti per via telefonica dai telemetri delle opere di terra.
Nell'aprile 1939 furono mobilitati 12 treni armati, che sarebbero diventati 14 complessivamente nel corso della guerra. I treni vennero dislocati sulle direttrici di un probabile attacco dalla Francia. Pertanto nell'agosto 1939 vennero costituiti due Gruppi di difesa mobile, MARIMOBIL in codice telegrafico, al comando ognuno di un capitano di corvetta: il Gruppo T.A. Liguria, con comando a Genova e base logistica a La Spezia, operava integrato nel sistema difensivo del Vallo Ligure e della difesa costiera di Genova, integrandone le difese ed appoggiandosi ai telemetri delle opere; il secondo reparto era il Gruppo T.A. Mobilitati, con comando a Palermo e base logistica a Taranto. L'allestimento dei treni si protrasse fino ad aprile 1940, quando entrarono in servizio.
Nel 1943 il MARIMOBIL Palermo fu trasferito a Messina ed il 31 luglio, avendo perso tutti i T.A. a causa degli eventi bellici, venne sciolto. Il MARIMOBIL Genova si sciolse invece in seguito all'armistizio dell'8 settembre. I T.A. furono fatti saltare dagli equipaggi durante la ritirata dall'isola, mentre i tedeschi catturarono quelli rimasti in Liguria, smantellandoli per utilizzarne le torri in postazione fissa sulla Linea Gotica.

### Organizzazione
I convogli, formati da un treno operativo e da uno logistico, erano contraddistinti da una sigla composta secondo lo schema "abbreviazione T.A. (Treno Armato)/calibro dei pezzi imbarcati/numero progressivo tra i treni dello stesso calibro/T o S per la sede di Taranto o La Spezia". Tale sistema subì comunque delle modifiche e delle incogruenze durante la guerra. Inizialmente vennero assegnati 6 T.A. per ognuno dei due gruppi. Dei 12 in servizio, 5 erano armati con pezzi da 152 mm, 4 da 120 mm, 1 da 102 mm e 2 da 76 mm.
Allo scoppio della guerra dal Comando del MARIMOBIL Genova-La Spezia dipendevano:
- T.A. 120/1/S (Vado Ligure)
- T.A. 120/2/S (Albenga)
- T.A. 120/3/S (Albisola)
- T.A. 120/4/S (Cogoleto)
- T.A. 152/5/S (Recco)
- T.A. 76/1/S (Sampierdarena): integrato nella difesa aerea della Milizia DICAT

Dal comando del MARIMOBIL Palermo-Taranto dipendevano:
- T.A. 152/1/T (Termini Imerese)
- T.A. 152/2/T (Carini)
- T.A. 152/3/T (Crotone)
- T.A. 152/4/T (Porto Empedocle)
- T.A. 102/1/T (Siracusa): integrato nella difesa aerea della Milizia DICAT
- T.A. 76/1/T (Porto Empedocle): integrato nella difesa aerea della Milizia DICAT

Dopo l'inizio della guerra i treni stazionavano sempre con le caldaie in pressione, pronti alla partenza, protetti dalle opere in muratura e dalle mimetizzazioni applicate sui materiali. In ogni sede il Corpo del genio navale (MARIGENIMIL) provvide inoltre a sistemare il personale in alloggi in muratura, essendo i carri alloggio non adatti ad un uso continuativo. Al momento dell'allarme, il treno operativo partiva immediatamente. Raggiunto il tratto di costa interessato dall'attacco, mentre i carri con i cannoni venivano stabilizzati sulla massicciata tramite i martinetti a mano, le locomotive si staccavano per rifugiarsi nelle gallerie vicine.
Nel novembre 1941, ai 12 treni in servizio se ne aggiunsero due tipo 3º bis, allestiti con i pezzi antiaerei da 76/40 rimossi dai T.A. 152. Questi due treni, il T.A. 76/2/T ed il T.A. 76/3/T, furono dislocati rispettivamente a Licata e Mazara del Vallo.
Con il concretizzarsi di uno sbarco alleato sulle coste italiane, i T.A. vennero concentrati in Sicilia. Il 10 luglio 1943 erano in servizio 14 treni armati; dal MARIMOBIL Messina dipendevano ora:
- T.A. 152/1/T (Termini Imerese)
- T.A. 152/2/T (Carini)
- T.A. 102/1/T (Siracusa)
- T.A. 76/1/T (Porto Empedocle)
- T.A. 76/2/T (Licata)
- T.A. 76/3/T (Mazara del Vallo)
- T.A. 120/1/S (Siderno)
- T.A. 120/3/S (Porto Empedocle)
- T.A. 120/4/S (Catania)
- T.A. 152/3/T (Crotone).

Il MARIMOBIL Genova disponeva ancora dei:
- T.A. 152/5/S (Voltri)
- T.A. 152/4/T (Albisola)
- T.A. 120/2/S (Vado)
- T.A. 76/1/S (Sampierdarena).

I convogli avevano il seguente organico:
- treno operativo: 2 locomotive e 8 carri;
- treno logistico: 1 locomotiva e 7 carri;
- personale: 1 tenente di vascello (comandante), 1 sottotenente di vascello (vice-comandante) ed 1 tenente del CREM, 25 sottufficiali e 95 marinai.

Ogni convoglio era composti da uno dei 5 tipi di treno operativo e da un treno logistico:

#### Treno operativo di tipo 1º - T.A. 120/

Due torri da 120/45 di un treno armato: ben in evidenza le due casematte davanti e dietro ogni torre

#### Treno operativo di tipo 1º - T.A. 120/[12]
| Materiale rotabile       | Numero | Funzione                                      |
| ------------------------ | ------ | --------------------------------------------- |
| FS 740 o 735             | 2      | locomotive di testa e di coda                 |
| carro tipo Poz           | 4      | carro antinave: 1 × 120/45                    |
| carro pianale            | 1      | carro antiaereo: 2 × Breda Mod. 31 da 13,2 mm |
| carro tipo Po modificato | 1      | carro comando e direzione tiro                |
| carro tipo F             | 1      | carro santabarbara                            |

#### Treno operativo di tipo 2º - T.A. 152/[12]
| Materiale rotabile       | Numero | Funzione                                      |
| ------------------------ | ------ | --------------------------------------------- |
| FS 740 o 735             | 2      | locomotive di testa e di coda                 |
| carro tipo Po modificato | 1      | carro comando e direzione tiro                |
| carro tipo Poz           | 4      | carro antinave: 1 × 152/40                    |
| carro tipo Poz           | 3      | carro antiaereo: 2 × 76/40                    |
| carro pianale            | 2      | carro antiaereo: 2 × Breda Mod. 31 da 13,2 mm |
| carro tipo F             | 1      | carro santabarbara                            |

I marinai, tramite i martinetti, mettono in batteria un carro Poz da 152/40.

Nel novembre 1941 i pezzi antiaerei da 76/40 dei T.A. 152 furono sostituiti con due mitragliere Scotti-Isotta-Fraschini 20/70 e gli 8 pezzi rimossi vennero usati per armare i T.A. 76/2/T e T.A. 76/3/T, detti tipo 3º bis.

#### Treno operativo di tipo 3º - T.A. 76/

Pezzi da 76/40 del T.A. in azione a Ceriale.

#### Treno operativo di tipo 3º - T.A. 76/[11]
| Materiale rotabile       | Numero | Funzione                                      |
| ------------------------ | ------ | --------------------------------------------- |
| FS 740 o 735             | 2      | locomotive di testa e di coda                 |
| carro tipo Po modificato | 1      | carro comando e direzione tiro                |
| carro tipo Poz           | 3      | carro antiaereo: 2 × 76/40                    |
| carro pianale            | 1      | carro antiaereo: 2 × Breda Mod. 31 da 13,2 mm |
| carro tipo F             | 1      | carro santabarbara                            |

#### Treno operativo di tipo 4º - T.A. 102/[11]
| Materiale rotabile       | Numero | Funzione                                      |
| ------------------------ | ------ | --------------------------------------------- |
| FS 740 o 735             | 2      | locomotive di testa e di coda                 |
| carro tipo Po modificato | 1      | carro comando e direzione tiro                |
| carro tipo Poz           | 2      | carro antiaereo: 3 × 102/35                   |
| carro pianale            | 1      | carro antiaereo: 2 × Breda Mod. 31 da 13,2 mm |
| carro tipo F             | 1      | carro santabarbara                            |

#### Treno operativo di tipo 3º bis - T.A. 76/[11]
Allestiti nel novembre 1941 con i pezzi antiaerei da 76/40 rimossi dai T.A. 152/, i due treni di questo tipo, T.A. 76/2/T e T.A. 76/3/T, furono dislocati rispettivamente a Licata e Mazara del Vallo.
| Materiale rotabile       | Numero | Funzione                       |
| ------------------------ | ------ | ------------------------------ |
| FS 740 o 735             | 2      | locomotive di testa e di coda  |
| carro tipo Po modificato | 1      | carro comando e direzione tiro |
| carro tipo Poz           | 2      | carro antiaereo: 2 × 20/70     |
| carro tipo Poz           | 1      | carro antiaereo: 2 × 76/40     |
| carro tipo F             | 1      | carro santabarbara             |

- treno logistico[11]

| Materiale rotabile     | Numero | Funzione                          |
| ---------------------- | ------ | --------------------------------- |
| FS 740                 | 1      | locomotiva                        |
| carro tipo FFI         | 1      | carro segreteria                  |
| carro tipo FFI         | 1      | carro cucina e cambusa            |
| carro tipo Cly 28-29   | 2      | carro alloggio personale          |
| carro tipo FI R 14/153 | 2      | carro deposito munizioni          |
| carro tipo FI R 14/153 | 1      | carro officina e deposito ricambi |

### Azioni belliche
Le principali operazioni dei T.A. durante la seconda guerra mondiale si concentrarono in Liguria, durante le operazioni contro la Francia. Il 14 giugno 1940 il T.A. 120/3/S uscì dalla galleria Castello e tirò 93 granate da 120 mm contro la squadra navale francese uscita da Tolone per bombardare Genova.
Il 22 giugno, nell'ambito della battaglia delle Alpi Occidentali, i treni armati vennero chiamati ad appoggiare le Divisioni "Cosseria" e "Cremona" del Regio Esercito. Il T.A. 120/2/S di Ponte San Luigi si mise in batteria nel tratto di binario di Capo Mortola, all'uscita della galleria Hanbury (sotto gli omonimi giardini in prossimità dal confine), impegnando le formidabili fortificazioni nemiche; si ritirò dopo aver sparato 232 colpi in mezz'ora, quando fu inquadrata dal fuoco degli obici francesi; lo stesso comandante, tenente di vascello Giovanni Ingrao (MOVM alla memoria) cadde con cinque suoi marinai mentre cercava di staccare dal treno immobilizzato il carro santabarbara per metterlo al riparo in galleria; in totale il treno n. 2 perse 8 uomini, oltre a 14 feriti.
Il giorno successivo, 23 giugno, entrarono in azione il T.A. 120/2/S ed il T.A. 120/5/S, che bersagliarono con successo i forti di Cap Martin con rispettivamente 150 e 208 colpi, senza venire inquadrati dal tiro di controbatteria.
Cessate le ostilità contro la Francia, in agosto il T.A. 120/1/S fu trasferito in Sicilia ed il T.A. 120/4/S in Calabria; in aprile 1941 il T.A. 152/3/T ed il T.A.152/5/T furono trasferiti nelle Marche, rispettivamente a Porto San Giorgio e Fano. A maggio toccò al T.A. 120/3/S, che da Albisola fu trasferito Porto Empedocle, ed il T.A. 152/1/T, che da Termini Imerese venne inviato a Metaponto, in Basilicata.
Nonostante il trasferimento in Sicilia di 10 unità, i T.A. non presero parte a nessuna operazione dopo lo sbarco in Sicilia degli anglo-americani, in quanto il totale controllo del cielo da parte dell'aviazione alleata non consentiva l'uscita dei treni dai ricoveri e questi furono fatti saltare dagli equipaggi durante la ritirata dall'isola.